# Якимова-Диковская, Анна Васильевна
А́нна Васи́льевна Яки́мова-Дико́вская (урождённая Якимова; 12 [24] июня 1856, Тумьюмучаш, Вятская губерния — 12 июня 1942, Новосибирск) — русская революционерка, член Исполнительного комитета партии «Народная воля» и партии социалистов-революционеров, историк, общественный деятель. Принимала участие в покушении на Александра II.

## Биография
Родилась в марийском селе Тумьюмучаща в семье сельского православного священника. В семье было девять детей, шестеро — умерло во младенчестве.
В 1867—1872 годах воспитывалась в епархиальном училище города Вятки.
С августа 1873 года до ареста 12 мая 1875 года работала сельской учительницей в селе Камешнице Камешницкой волости Орловского уезда Вятской губернии. Арестована за распространение запрещённой литературы среди крестьян. Содержалась в Вятской тюрьме и Доме предварительного заключения в Санкт-Петербурге. Судебные заседания проходили с октября 1877 по 1878 год по «Процессу ста девяноста трёх». 5 января выпущена из заключения под поручительство адвоката, помощника присяжного поверенного Николая Ивановича Грацианского. В конце января судом оправдана, выслана административно в Вятскую губернию, откуда в феврале 1879 года бежала. С целью изучения быта и настроения крестьян проехала по Тверской, Ярославской, Костромской и Нижегородской губерниям. Работала на Сормовском заводе (Нижний Новгород).
Переехала в Санкт-Петербург. Перешла на нелегальное положение. После раскола «Земли и Воли» вступила в партию «Народная воля». В мае 1879 года организовалась террористическая группа «Свобода или Смерть», в которую вошла с самого начала. Весной 1880 года принимала участие в подготовке покушения на императора Александра II в Одессе (ул. Итальянская, 47). В Санкт-Петербурге хозяйка динамитной мастерской на Обводном канале (угол Измайловского проспекта). Со 2 декабря 1880 года участвовала под именем Кобозевой в подкопе на Малой Садовой, где была заложена мина для взрыва при проезде Александра II. 3 марта после покушения на императора скрылась в Москву. Прожила там около полутора месяцев и поехала в Киев отдохнуть на юге и устроить свои личные дела, но по приезде в тот же день 21 апреля 1881 года была арестована вместе со своим гражданским мужем М. Р. Лангансом в меблированных комнатах у Ф. А. Морейнис. Изобличена другим участником покушения на Александра II, согласившимся сотрудничать со следствием, рабочим В. А. Меркуловым. Этапирована в Санкт-Петербург, помещена в Петропавловскую крепость.
Была подсудимой в Процессе двадцати, с 9 по 15 февраля 1882 года. Приговорена к смертной казни, заменённой бессрочной каторгой.
До 25 июля 1883 года содержалась в Екатерининской куртине Петропавловской крепости, с короткими промежутками содержания в тюрьме Трубецкого бастиона. Была изолирована от других заключённых и помещена в Екатерининскую куртину, потому что при ней был маленький ребёнок — мальчик Мартын, родившийся 13 октября 1881 года в Доме предварительного заключения, крик которого не должны были слышать другие заключенные.
В августе 1883 года была этапированана из Санкт-Петербурга в Сибирь. Каторжные работы отбывала сначала на Каре, а затем переведена в Акатуй.
На Кару была перевезена в конце мая 1885 года в связи с тем, что в Красноярске заболела тифом и должна была получить лечение. По дороге на каторгу болел ребёнок. В связи с этим Анна Васильевна передала сына в семью административного ссыльного, члена Исполнительного комитета партии «Народная воля» врача Сергея Васильевича Мартынова. С конца мая 1885 года по сентябрь 1890 года находилась в общей женской политической тюрьме Карийской каторги. Позже при ликвидации отдельных политических каторжных тюрем была переведена в уголовную женскую тюрьму в Усть-Каре и пробыла там два года.
10 сентября 1892 года была переведена в вольную команду на Нижней Каре. Вышла замуж за политического каторжанина Моисея Андреевича Диковского (1857—1930)
По коронационному манифесту 1894 года бессрочная каторга была заменена 20 годами.
В 1899 года была отправлена на поселение в Читу, где Диковский устроился счетоводом на постройке Забайкальской железной дороги, а Якимова работала конторщицей.
В декабре 1904 года, бросив мужа, выехала в Европейскую Россию, вступила в партию социалистов-революционеров, участвовала в первой русской революции 1905—1907 годов.
Была арестована 23 августа 1905 года в пассажирском поезде на станции Орехово-Зуево и по приговору Владимирского окружного суда возвращена на место приписки в Читу и приговорена заключению в тюрьму на 8 месяцев, которые отбывала в Чите. С 1907 по 1917 год жила в Чите, давала частные уроки на дому и участвовала в революционном движении. С 1907 до 1917 год несколько раз подвергалась обыскам и даже была арестована на короткое время в связи с делами партии эсеров и Красного Креста.
10 июня 1917 года выехала из Сибири, из Читы, короткое время пробыла в Москве и выехала в Одессу. С сентября 1917 года — земский инструктор по выборам в Учредительное Собрание в Одесском уезде, выступала перед жителями деревень этого уезда с целью агитации программы партии эсеров.
С 30 ноября 1917 года проживала в Москве. В начале 1918 года занималась с малограмотными женщинами при Комитете Общественных Организаций, работала в разных кооперативных учреждениях: в Обществе «Кооперация», в Наркомпроде РСФСР. С 26 января 1920 года по 15 июня 1923 года работала по выборам в комитете служащих Центросоюза в качестве секретаря. С 1921 года после организации Общества бывших политкаторжан и ссыльнопоселенцев была избрана членом президиума центрального совета.
Участвовала в издании журнала «Каторга и ссылка».
В советские годы оставила значительное литературное наследие в виде 37 опубликованных работ.
14.03.1926 года в связи с 45-й годовщиной убийства императора Александра II Анне Якимовой была назначена персональная пенсия как участнику покушения.
Во время Великой Отечественной войны, в начале ноября 1941 года, была эвакуирована из Москвы в Новосибирск. Жила в «Доме политкаторжан» (улица Фрунзе, д. 8).
12 июня 1942 года скончалась в Новосибирске. Похоронена на Заельцовском кладбище.

## Семья
- В 1881—1883 годах гражданский муж — М. Р. Ланганс. В браке родился сын Мартын Михайлович Якимов (отчество по крестному отцу; 13 октября 1881, Дом предварительного заключения, Санкт-Петербург — 1943, Новосибирск), горный инженер. Лишался избирательных прав как участник Белого движения, после апелляции восстановлен в 1929 г.[3].
- С сентября 1892 года до декабря 1904 года муж — М. А. Диковский (1857—1930) — русский революционер, террорист, активный деятель народничества в Одесской губернии. В браке родился сын Андрей (1896—1983), в дальнейшем врач-курортолог и терапевт, кандидат медицинских наук, доцент, работал в ряде медицинских институтов страны.

## Признание заслуг
В 1933 году за заслуги перед Советской властью назначена персональная пенсия союзного значения. Кроме этого, произошло увеличение пенсии согласно Постановлению Совнаркома СССР:

Совет Народных Комиссаров Союза ССР постановляет:
Увеличить размер персональной пенсии участникам террористического акта 1 марта 1881 года: Вере Николаевне Фигнер, Анне Васильевне Якимовой-Диковской, Михаилу Федоровичу Фроленко, Анне Павловне Прибылёвой-Корба и Фани Абрамовне Морейнис-Муратовой — до 400 рублей в месяц с 1 января 1933 года.

8 февраля 1933 года, Москва, Кремль.

## Адрес в Москве
- Машков переулок, д. 15, кв. 101.

## Избранные публикации
- По поводу пьесы «1881 год». Необходимые поправки // Каторга и ссылка. — 1925. — № 2 (Кн. 15). — С. 274—276.
- Редактор сборника воспоминаний, документов и материалов «Кара и другие тюрьмы Нерчинской каторги. 1881—1917». — М., 1927.
- «Большой процесс» или «процесс 193-х». О рев. пропаганде в империи // Каторга и ссылка. — 1927. — Кн. 8 (37). — С. 7-31.
- Группа «Свобода или смерть» // Каторга и ссылка. — 1926. — Кн. 3 (24). — С. 14-16.
- Покушение на Александра II. (Воспоминания). — М., 1928.
- Григорий Прокофьевич Исаев. — М., 1930.
- Памяти Марии Александровны Коленкиной-Богородской // Каторга и ссылка. — 1927. — Кн. 2 (31). — С. 177—186.